# Jaime Ramírez
Jaime Caupolicán Ramírez Banda (14. august 1931 - 26. februar 2003) var en chilensk fodboldspiller (angriber/kantspiller) fra Santiago.
Ramírez spillede i løbet af sin karriere for en række forskellige klubber, primært i hjemlandet og i Spanien. Han var blandt andet over flere omgange tilknyttet Universidad de Chile, og havde også ophold hos disses rivaler, Colo-Colo. I Spanien repræsenterede han blandt andet Espanyol og Granada.
Ramírez spillede desuden 46 kampe og scorede 12 mål for det chilenske landshold. Han var en del af det chilenske hold, der vandt bronze ved VM i 1962 på hjemmebane. Her spillede han samtlige holdets seks kampe i turneringen, og scorede to mål. Han var også med i truppen til VM i 1966 i England, men kom ikke på banen ved denne slutrunde.